# Касай-Ринкай
Парк Касай-Ринкай (яп. 葛西臨海公園 Kasai Rinkai Kōen) — парк в специальном административном районе Токио Эдогава, открывшийся 1 июня 1989 года. Построенный на рекультивированной территории, включающей два искусственных острова, он является вторым по площади парком Токио (после парка Мизумото).
В парке располагается океанариум и птичий заповедник, занимающий примерно треть территории парка. В заповеднике располагается Центр изучения морских птиц, хранящий информацию о видах, обитающих в Японии. Правительство Токио ведёт работу по внесению парка в список водно-болотных угодьев, имеющих международное значение главным образом в качестве места обитания водоплавающих птиц.
В 2001 году в парке было открыто 117-метровое колесо обозрения Diamond and Flower Ferris Wheel, являющееся вторым по высоте в Японии. В ясную погоду с него открывается вид на Токийский залив, префектуру Тиба, район Эдогава, «Диснейленд» и гору Фудзияма.
В парке также имеются гостиница и два пляжа, расположенные на искусственных островах. Западный пляж связан с основной территорией парка мостом Нагиса-Касай и является популярным местом отдыха горожан. Он открылся в 2015 году, поскольку ранее все пляжи в столице были закрыты из-за загрязнения. Восточный пляж недоступен для посетителей, поскольку расположен на территории птичьего заповедника.
В весенний период цветения сливы и сакуры, называемый в Японии «Ханами», парк является популярным местом для пикников под цветущими деревьями.